# タレック・サフィジーヌ
タレック・サフィジーヌ（Tarec Saffiedine、1986年9月26日 - ）は、ベルギーの男性総合格闘家。ブリュッセル・ヴォリュウェ＝サン＝ランベール出身。アメリカ合衆国カリフォルニア州テメキュラ在住。Evolve MMA所属。元Strikeforce世界ウェルター級王者。

## 来歴
テコンドー経験者のレバノン人の父親とベルギー人の母親の間に生まれる。格闘技を始める前はバスケットボールをやっていた。
16歳から格闘技を始め、支配心会空手黒帯とブラジリアン柔術を学び、アマチュアキックボクシングでは12勝1敗1分という成績を収めた。2007年に修斗ベルギーでプロデビュー。ベルギーでは格闘技で生計が立てられないため、2008年に婚約者と共にアメリカ合衆国へ移住した。

### DREAM
2009年7月20日、DREAM初参戦となったDREAM.10のウェルター級（-76kg）グランプリ リザーブマッチで池本誠知と対戦し、3-0の判定勝ちを収めた。
2009年10月25日、DREAM.12でユン・ドンシクとミドル級契約で対戦し、1-2の判定負け。パウロ・フィリオが行方不明になったため代役での出場であった。

### Strikeforce
2010年2月26日、Strikeforce初参戦となったStrikeforce Challengers 6でジェームス・テリーと対戦し、3-0の判定勝ちを収めた。
2011年1月7日、Strikeforce Challengers 13タイロン・ウッドリーと対戦し、3-0の判定負けを喫した。
2011年7月30日、Strikeforce: Fedor vs. Hendersonでスコット・スミスと対戦し、3-0の判定勝ちを収めた。

### 世界王座獲得
2013年1月12日、Strikeforceの最終興業となったStrikeforce: Marquardt vs. Saffiedineでネイサン・マーコートの持つ世界ウェルター級王座に挑戦。戦前では不利と見られていたものの、ローキックでマーコートを削り3-0の判定勝ちを収めベルギー人として初めてメジャー団体で王座獲得に成功した。

### UFC
2014年1月4日、UFC初参戦となったUFC Fight Night: Saffiedine vs. Limでイム・ヒョンギュと対戦し、3-0の判定勝ち。ファイト・オブ・ザ・ナイトを受賞した。
2014年10月4日、UFC Fight Night: MacDonald vs. Saffiedineでウェルター級ランキング2位のローリー・マクドナルドと対戦し、左アッパーからのパウンドでTKO負け。
2016年5月29日、UFC Fight Night: Almeida vs. Garbrandtでウェルター級ランキング11位のリック・ストーリーと対戦し、3-0で判定負け。
2016年12月30日、UFC 207でウェルター級ランキング9位のキム・ドンヒョンと対戦し、1-2の判定負け。

## 戦績
| 総合格闘技 戦績 | 総合格闘技 戦績 | 総合格闘技 戦績 | 総合格闘技 戦績 | 総合格闘技 戦績 | 総合格闘技 戦績 | 総合格闘技 戦績 |
| --------------- | --------------- | --------------- | --------------- | --------------- | --------------- | --------------- |
| 23 試合         | (T)KO           | 一本            | 判定            | その他          | 引き分け        | 無効試合        |
| 16 勝           | 1               | 5               | 10              | 0               | 0               | 0               |
| 7 敗            | 1               | 0               | 6               | 0               | 0               | 0               |

| 勝敗 | 対戦相手                     | 試合結果                           | 大会名                                                                               | 開催年月日     |
| ×    | ハファエル・ドス・アンジョス | 5分3R終了 判定0-3                  | UFC Fight Night: Holm vs. Correia                                                    | 2017年6月17日  |
| ×    | キム・ドンヒョン             | 5分3R終了 判定1-2                  | UFC 207: Nunes vs. Rousey                                                            | 2016年12月30日 |
| ×    | リック・ストーリー           | 5分3R終了 判定0-3                  | UFC Fight Night: Almeida vs. Garbrandt                                               | 2016年5月29日  |
| ○    | ジェイク・エレンバーガー     | 5分3R終了 判定3-0                  | UFC on FOX 18: Johnson vs. Bader                                                     | 2016年1月30日  |
| ×    | ローリー・マクドナルド       | 3R 1:28 TKO（左アッパー→パウンド） | UFC Fight Night: MacDonald vs. Saffiedine                                            | 2014年10月4日  |
| ○    | イム・ヒョンギュ             | 5分5R終了 判定3-0                  | UFC Fight Night: Saffiedine vs. Lim                                                  | 2014年1月4日   |
| ○    | ネイサン・マーコート         | 5分5R終了 判定3-0                  | Strikeforce: Marquardt vs. Saffiedine 【Strikeforce世界ウェルター級タイトルマッチ】  | 2013年1月12日  |
| ○    | ロジャー・ボウリング         | 5分3R終了 判定3-0                  | Strikeforce: Rousey vs. Kaufman                                                      | 2012年8月18日  |
| ○    | タイラー・スティンソン       | 5分3R終了 判定2-1                  | Strikeforce: Rockhold vs. Jardine                                                    | 2012年1月7日   |
| ○    | スコット・スミス             | 5分3R終了 判定3-0                  | Strikeforce: Fedor vs. Henderson                                                     | 2011年7月30日  |
| ×    | タイロン・ウッドリー         | 5分3R終了 判定0-3                  | Strikeforce Challengers 13                                                           | 2011年1月7日   |
| ○    | ブロック・ラーソン           | 5分3R終了 判定3-0                  | Shark Fights 13: Jardine vs. Prangley                                                | 2010年9月11日  |
| ○    | ネイト・ムーア               | 2R 1:21 KO（右ストレート）         | Strikeforce Challengers 8                                                            | 2010年3月21日  |
| ○    | ジェームス・テリー           | 5分3R終了 判定3-0                  | Strikeforce Challengers 6                                                            | 2010年2月26日  |
| ×    | ユン・ドンシク               | 5分3R終了 判定1-2                  | DREAM.12                                                                             | 2009年10月25日 |
| ○    | 池本誠知                     | 2R（10分/5分）終了 判定3-0         | DREAM.10 ウェルター級グランプリ2009 決勝戦 【ウェルター級グランプリ リザーブマッチ】 | 2009年7月20日  |
| ○    | マイク・アレジャノ           | 1R 2:44 キーロック                 | War Gods 5                                                                           | 2009年5月30日  |
| ○    | スコット・ローズ             | 1R 0:58 肩固め                     | Long Beach Fight Night 4                                                             | 2009年4月4日   |
| ○    | リッチ・ボンドック           | 1R 2:18 腕ひしぎ十字固め           | UCW 12: Heatwave                                                                     | 2008年6月27日  |
| ○    | レイモンド・ジャーマン       | 5分3R終了 判定3-0                  | Shooto Belgium: Encounter the Braves                                                 | 2007年12月15日 |
| ○    | セバスチャン・グランダン     | 1R 2:38 腕ひしぎ十字固め           | Xtreme Gladiators 3                                                                  | 2007年6月9日   |
| ×    | カミール・ウユグン           | 5分2R終了 判定0-3                  | Night of the Gladiators 4                                                            | 2007年4月21日  |
| ○    | ギヨーム・ジャンヴィエ       | 1R 1:15 キムラロック               | Shooto Belgium: Consecration                                                         | 2007年3月31日  |

## 獲得タイトル
- 第3代Strikeforce世界ウェルター級王座（2013年）

## 表彰
- ブラジリアン柔術 黒帯
- 空手 黒帯
- UFC ファイト・オブ・ザ・ナイト（1回）